# Geologia podstawowa
Geologia podstawowa – gałąź geologii zajmująca się problemami historii i budowy Ziemi. W jej obrębie wyróżnić możemy następujące działy:
- geologia dynamiczna – zajmująca się badaniem procesów geologicznych w skorupie ziemskiej;
- geologia historyczna – zajmująca się badaniem historii Ziemi, ewolucją jej budowy i rozwojem życia organicznego;
- geologia regionalna – zajmująca się badaniem budowy i historii geologicznej poszczególnych obszarów Ziemi.